# Laguna Lo Galindo
La laguna Lo Galindo es una laguna ubicada en el sector Barrio Norte  de la ciudad de Concepción, Chile.
A partir del año 1994, en la superficie de sus aguas se ubican una serie de esculturas antropomórficas de colores que simulan estar caminando en distintas direcciones. Esta obra pertenece al escultor Carlos Fernández.
Esta laguna pertenece a las cuencas costeras e islas entre ríos Itata y Biobío, el ítem (082) del inventario de cuencas de Chile (BNA).: 4–111 

## Geografía
La ciudad de Concepción posee dos grupos de lagunas, uno al sur, que incluye a la Laguna Chica y la Laguna Grande de San Pedro de la Paz, y el sistema de lagunas al norte del Biobío, integrado por las lagunas Price, Redonda, Las Tres Pascualas, Lo Méndez, Lo Galindo, Lo Custodio y la Pineda.: 118 
Lo Galindo corresponde a una de las siete lagunas ubicadas en el Gran Concepción. Tiene una superficie de 40,000 m², una profundidad máxima de 3 m y un volumen total de 55 000 m³.
La laguna, de origen fluvial-eólico, se formó aproximadamente entre 8000 y 6400 años atrás, desde las aguas del Río Biobío.
Se sitúa en Barrio Norte, cerca de las lagunas Lo Méndez y Lo Custodio. Esta laguna descarga en un colector que finaliza en el Río Andalién.